# Fortaleza de Nova Alvsburgo
A Fortaleza de Nova Alvsburgo (em sueco: Nya Älvsborg) é uma fortificação existente desde o século XVII, na ilha Kyrkogårdsholmen, na foz do rio Gota.  O acesso à ilha é feito de barco, a partir de Lilla Bommen, no centro da cidade de Gotemburgo. No século XVIII, a Nova Alvsburgo foi cenário de várias guerras entre a Suécia e a Dinamarca. No século XIX, foi utilizada como prisão. Nos nossos dias, é uma importante atração turística, oferecendo visitas à fortaleza e à ilha, além de uma praia de banhos.